# Stazione di Montenero-Petacciato
La stazione di Montenero-Petacciato è la stazione a servizio dei comuni di Montenero di Bisaccia e Petacciato, in provincia di Campobasso. La stazione è attraversata dalla linea adriatica.
Secondo le valutazioni di RFI la stazione è classificata nella categoria "bronze".

## Storia
Già stazione, viene temporaneamente trasformata in fermata impresenziata il 12 luglio 2006 con contemporanea attivazione di un P.B.I.. quale condizione propedeutica all'attivazione di un nuovo A.C.E.I. e alla modifica del PRG di Stazione che per il nuovo impianto prevede il solo mantenimento delle due pre-esistenti comunicazioni tra i binari di corsa. L'impianto, del tipo V401 ed inserito nell'SCC della linea Adriatica, viene attivato in data 24 luglio 2007, trasformando la fermata in Stazione.

## Movimento
Effettuano fermata presso la stazione alcuni treni regionali gestiti da TUA e Trenitalia nell'ambito dei contratti di servizio stipulati con le regioni coinvolte, da e verso Termoli e Pescara con eventuale prosecuzione per Teramo.